# Urberg (Adelsgeschlecht)

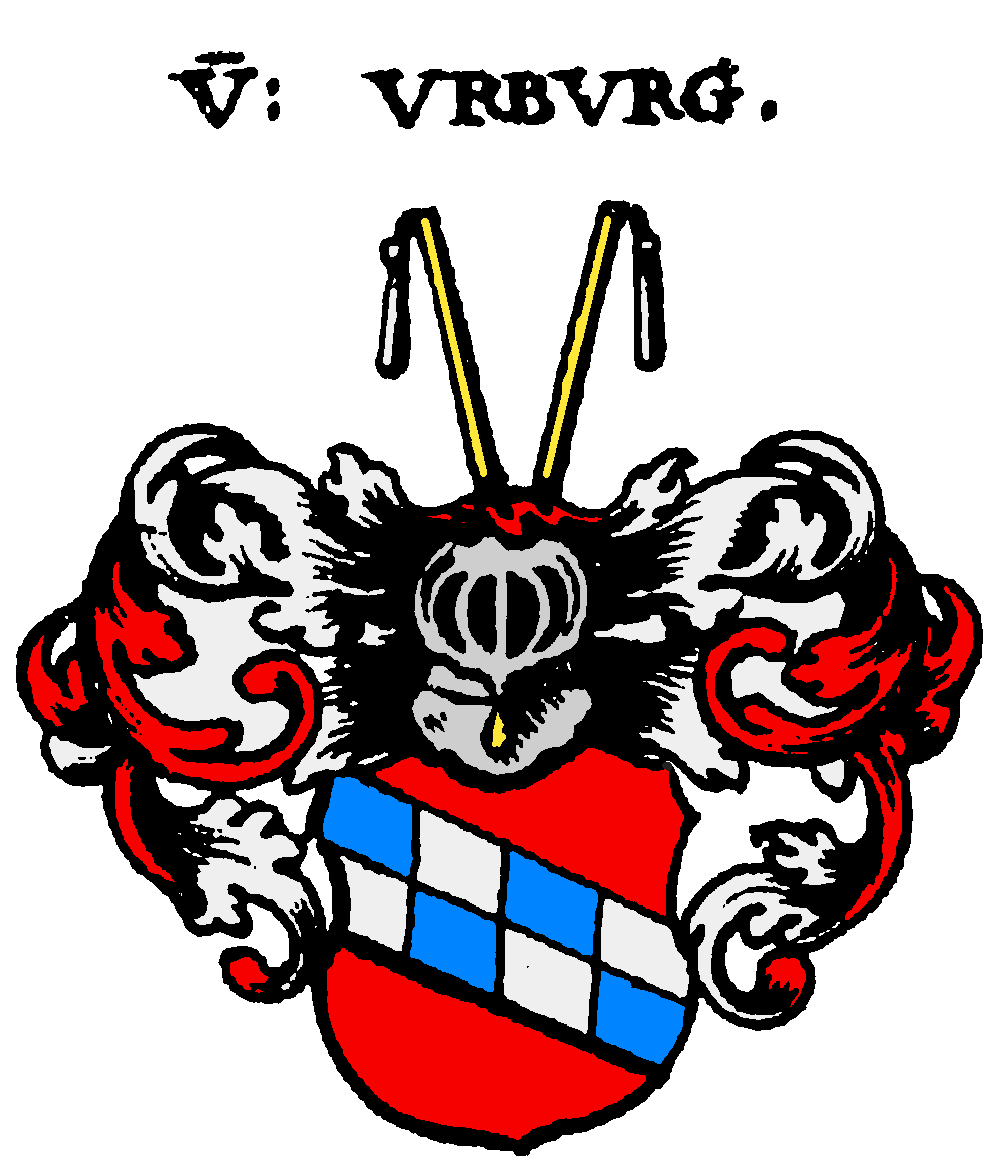
Wappen der Herren Urberg

Die Herren von Urberg waren ein süddeutsches Adelsgeschlecht aus Urberg in der Gemeinde Dachsberg (Südschwarzwald).

## Herkunft/Abstammung
Kindler von Knobloch vermutet eine enge Verwandtschaft zu den Herren von Arra und dem Geschlecht der Herren Trösch. Er begründet seine Vermutung mit einer 1245 ausgestellten Verkaufsurkunde, worin Volkard von Urberg als Zeuge einer Familienangelegenheit erscheint und mit der Ähnlichkeit der Wappen derer von Trösch und von Urberg. Diese Vermutung findet weitere Unterstützung in einem Streit einiger Ratsmitglieder mit der Stadt Freiburg 1356. Dies führte zum Ausschluss einiger Geschlechter, der Hinweise zu den Verwandtschaftsverhältnissen liefert. Es heißt darin „der alt Meygerniesse (Meyer-Niessen) sin süne, und irü kint; Hug Trösche; Hesse Münzmeister (Geben-Münzmeister); her Egenolf Kücheli (Küchlin; Konrad Küchlin war mit Katharina Geben aus der Nebenlinie Blageben verheiratet - Ihre Mutter war Anna Meyer-Niessen); und gemeinlich alle die da bi waren, den man sprach Löcheler (mit Löchler ist die Geben'sche Nebenlinie Geben-Lüllech gemeint) und alle irü kinde.“ Damit ist nicht nur das verwandtschaftliche Verhältnis zu den Herren Trösch, sondern auch das zu den Adelsgeschlechtern Geben, Meyer-Niessen und Küchlin belegt. Eine Urkunde vom 9. März 1243 worin Ulrich von Klingen die Schenkung seines Ministerials „Volcardus“ bestätigt, lässt vermuten, dass es sich dabei um Volkard von Urberg handelt.
Im 15. Jahrhundert gab es auch ein Adelsgeschlecht mit dem Namen Trösch-Urberg im Schweizer Kanton Uri. Im Turnierbuch des Georg Rüxner, dessen Glaubwürdigkeit jedoch angezweifelt werden muss, ist unter den Turnierteilnehmern des angeblich 1165 ausgetragenen Turniers in Zürich ein Hans Schnebelin von Aurberg aufgeführt. Ungeachtet dessen, ob das Turnier tatsächlich stattfand und inwiefern somit die Richtigkeit der Teilnehmerliste zu bewerten ist, liefert diese Erwähnung einen Einblick in die verwandtschaftlichen Verhältnisse der Herren von Urberg. Demnach gab es eine Linie der Schnewlin, die mit den Herren von Urberg entweder durch Heirat verbunden waren oder die Herren von Urberg waren ein Nebenzweig der Herren Schnewlin. Letzteres ist insofern nicht von der Hand zu weisen, wenn man betrachtet, dass die Herren Schnewlin in den Gebieten um Oberried Lehensempfänger des Klosters St. Gallen waren und Johannes von Urberg, der Prior des Klosters Oberried, 1252 erreichen konnte, dass seinem Kloster dieses Lehen von den Schnewlins übertragen wurde. Die Verwandtschaft zum Freiburger Adelsgeschlecht Geben ist urkundlich belegt. Johannes Geben (* um 1250, † 1324) der den Übernamen Lüllech trug, war mit Guota von Urberg (* um 1255, † 12. April 1336), der Nichte des Johannes von Urberg, Gründer und Prior des Klosters Oberried, verheiratet. Deren gemeinsamer Sohn Johannes (⚭ Tochter des Egelof Küchlin) war der Vater des Johannes Geben (Übername Schueser). Nachkommen dieser Linie leben noch heute mit dem nun geläufigen Familiennamen Schäfer in dieser Gegend. Inwiefern Rudolff von Bilstein, der bereits im Glarner Lehensrevers vom 29. März 1029 des Damenstifts Säckingen als Zeuge auftrat, sowie die 1253 und 1279 erwähnten Erlawinus und Henricus von Bildstein (nochmals erwähnt 1265 Hainricus de Bilstain) und weiter 1254 ein Burckardus de Bilstein mit den Herren von Urberg verwandt waren, kann bislang nicht zweifelsfrei bestimmt, jedoch angenommen werden. Ob der am 29. Juli 1274 in einer Urkunde des Markgrafen Rudolf I. von Baden genannte Heinrich von Bilstein mit dem vorgenannten Henricus identisch ist oder ob dieser, wie Mone vermutet, den Herren Beilstein östlich von Kaiserslautern zuzuordnen ist, bleibt dahingestellt. Am 16. November wird einer Guota de Bilstein gedacht. Ihr Name ist zwischen dem Gründer des Klosters Fahr, Lütoldus fundator de Regensperg, dessen am 14. November gedacht wird, und einem am 18. November verstorbenen Lütoldus de Regensperg nobilis genannt. Bei dem Letzteren könnte es sich um Lütold IV. handeln, der am 16. November 1218 in Akkon, Palästina, beim Kreuzzug von Damiette starb (vgl. Genealogie der Regensberger). Im Nekrolog des Klosters Hermetschwil im Kanton Aargau, der angeblich um 1140 verfasst wurde, erscheint ein Uol de Bilstein. Ob dieser Ulrich oder Ulmann hierher eingeordnet werden kann, muss offenbleiben.

## Wappen
Das Wappen der laut Siebmacher im Aargau ansässigen Urberg zeigt in Rot einen von Silber und Blau in zwei Reihen geschachten Schrägrechtsbalken. Auf dem Helm mit rot-silbernen Decken zwei silberne Dreschflegel (in Bezug auf Trösch) an goldenen Stielen.

## Geschichte
Die erste urkundliche Erwähnung der Herren von Urberg geht auf eine Urkunde des Abts des Klosters St. Peter aus dem Jahr 1237 zurück. Darin erscheinen „Volchardi et Hainrici Fromanni de Vrberge“. Dies ist auch die erste Erwähnung der gleichnamigen Ortschaft, die auf dem Dachsberg im Südschwarzwald liegt. Fraglich ist, ob es sich bei Fromanni um einen Familiennamen handelt und „de Vrberge“ als Ortsangabe gesehen werden muss. Weiter folgt 1241 die Erwähnung eines „Gotfridus plebanus de Urberc“. Ob dieser plebanus (Leutpriester) überhaupt in einem verwandtschaftlichen Verhältniss zu den Herren von Urberg stand, bleibt dahingestellt. Wäre dem so, so wäre damit die Herkunft als Ministeriale bewiesen. 1245 erschien erneut Volkard von Urberg („Volchardus de Vrberc“), diesmal als Zeuge eines Verkaufs der Wappen und Stammesverwandten Adelsfamilie Trösch an das Kloster Günterstal. Darin verkauften die Brüder Ritter Albert, genannt der Trosche und Cuno, genannt von Arra, sowie ihre Schwester Anna und deren Mutter Hedwig einen Hof in Grezhausen bei Breisach den Zisterzienserinnen. Es muss sich um einen bedeutenden Hof gehandelt haben, denn der Kaufpreis betrug stolze 284 Mark Silber. Diese Urkunde wurde durch Graf Conrad von Freiburg bezeugt und besiegelt. Die Herren Trösch/von Arra waren, wie es scheint, auch in Urberg begütert. Dafür spricht eine Verkaufsurkunde vom 3. Januar 1643, worin das Kloster St. Blasien den Trötschlerhof, das spätere Gasthaus zum Engel, verkaufte. 1246 erscheint Volkart von Urberg als Klosterbruder von Munzingen in einer Urkunde des Klosters St. Blasien, mit der Gottfridus von Urberg als Pfarrer in Hügelheim eingesetzt wurde. Im Mai 1246 trat erstmals ein Johannes von Urberg urkundlich in Erscheinung („Johanne de Vrberc“) der mit dem späteren Prior des Klosters Oberried identisch sein dürfte. 1260 erscheint auch ein Ulrich von Urberg urkundlich, den Martin Gerbert für den Bruder des Oberrieder Priors Johanns von Urberg hält.
In einer am 1. Dezember 1276 in Säckingen ausgestellten Urkunde verlieh das Damenstift Säckingen dem Deutschordenshaus in Freiburg einen Zehnten eines vom Stift Säckingen abhängigen Spitals im Breisgau. Zeugen der Urkunde waren: Konrad der Dechant von St. Peter zu Basel und Marquard von Biedertan, Domherren zu Säckingen, Bruder Rudolf Ulberg, Bruder Peter von Basel, Brüder des Deutschen Ordens, weiter folgen „her Cunrat Stenmar von Klingenowe, Jacob von Rinfelden, voget Gerung und Johannes von Urberc, bürger zu Säckingen, und ander genüge…“ In der Originalurkunde heißen die beiden „Gerung“ und „Johs von vrberc burgere ze Sekingen“. Der dort genannte Konrad Steinmar war Dienstmann der Herren von Klingen. Die Nennung des Gerung und Johannes von Urberg weist die beiden als Bürger von Säckingen aus. Ob dieser Johannes von Urberg mit dem gleichnamigen Prior des Klosters Oberried identisch ist, ist nicht zweifelsfrei nachweisbar.
In einer Urkunde vom 1. Januar 1276, worin der Abt und Konvent in Schuttern ihren Hof in Thirmendingen(?) dem Deutschordenshaus in Freiburg verliehen, wird unter den Zeugen ein „bruder Rudolf von Iberc“ erwähnt. Ob es sich dabei um den im Nekrolog des Klosters Günterstal genannten Rudolfus de Urberg handelte, muss dahingestellt bleiben.

### Die Herren von Urberg und das Kloster Oberried im Breisgau
Das Kloster Oberried wurde ursprünglich von Stiftsdamen des Klosters Günterstal betrieben. Das Land, auf dem die Zisterzienserinnen das Kloster 1237 errichteten, war den Herren Schnewlin als Lehen des Klosters St. Gallen übertragen worden. Nachdem das Stift nach schwierigen Jahren in der Einöde bereits 1249 von den Stiftsdamen wieder aufgegeben worden war, bat Johannes von Urberg darum, den Klosterbetrieb für die Wilhelmiten wieder aufnehmen zu dürfen. Diese Bitte wurde ihm gewährt, worauf er in mühevoller Arbeit das Kloster wieder einrichtete und diesem von 1255 bis etwa 1295 als Prior vorstand. Johannes von Urberg wird noch 1308 als „brueder Johannes von Urberg, prior ze Oberriet“ genannt. In derselben Urkunde erscheint jedoch auch sein Bruder Volkart ebenfalls als Prior („bruder Volkart, prior ze Oberriet“), Johann hatte demnach wahrscheinlich abgedankt. Es war vermutlich die Schwester des Johannes von Urberg, und nicht ihre gleichnamige Tochter Guota von Urberg, die bereits 1281 dem Stift einen Hof zu Tiengen vermachte, welchen Johann von Urberg 1283 gegen einen wesentlich größeren und besser gelegenen Hof in Oberried mit Heinrich von Munzingen tauschen konnte. Dabei handelte es sich vermutlich um das Tiengen am Hochrhein. Diese Annahme stützt sich auf eine Urkunde aus dem Jahr 1393 des Diethelm von Krenkingen, der darin seinen Zehnten „uf dem Urberg der in den kilchensatz zu Tüngen gehort, nüt ußgelassen“ einem „Hanns dem Bebler, schultheißen zu Waldshut“ vermacht. Demnach wurde die Urberger Kirche in die Tiengener Kirche inkorporiert.
Weiter gab es 1344 einen Jacob Geben als Mönch im Kloster Oberried. Das gleichnamige Familienmitglied, Johannes Geben, der entweder ein Sohn aus der Ehe des Johannes Geben, genannt Lüllech, und der Tochter des Ritters Egelolf Küchlin war oder einer Nebenlinie entstammte und den Übernamen Schüser trug, wurde 1342 als Vogt des Klosters Oberried genannt.
Eine Urkunde, die möglicherweise einen Hinweis liefert, was mit den urbergischen Besitzungen geschah, stammt von 1376. Darin verkaufte Jost Vasolt zusammen mit seinen Söhnen Ulrich Vasolt und Vasolt Vasolts (von Säckingen) einem Claus Melwer von Säckingen ihre Grundrenten zu „U’berg“ und „U’tkon“ (?). Ob es sich bei „U’berg“ um Urberg bei Dachsberg handelte, kann nicht mit Sicherheit gesagt werden. Es liegt jedoch nahe, denn dieses Säckinger Adelsgeschlecht hatte vom Hause Österreich das Burggesess in Wehratal zu Lehen und auch sonst umfangreichen Besitz in Schliengen.

### Das Nekrolog des Klosters Günterstal
Wie das Kloster Oberried hatte das Kloster Günterstal eine besondere Stellung bei den Urbergern. Im Nekrolog des Klosters Günterstal sind zahlreiche Angehörige des Geschlechts erwähnt. Die Gedenktage dürften mit den Todestagen übereinstimmen. Hier eine kurze Aufstellung der dort genannten Familienmitglieder:
| Gedenktag           | Name                            | Quelle(n)                                                                                            | Anmerkungen |
| ------------------- | ------------------------------- | --- | --- |
| 17. Januar          | Johannes Lülche                 | Necrologium Güntersthalense, in Monumenta Germaniae historica – Necologia Germania, Tomus I. S. 297  | der Ehemann der Guota von Urberg. Begraben im Kreuzgang des Klosters Günterstal |
| 16. Februar         | Fridericus Lülche               | Necrologium Güntersthalense, in Monumenta Germaniae historica – Necologia Germania, Tomus I. S. 298  | Möglicher Sohn der Guota von Urberg und des Johannes Geben dict. Lülche. Der von Kindler v. Knobloch angegebene Todestag 28. August 1374 muss sich auf eine andere Person, evtl. den Sohn dieses Fridericus beziehen. Am 29. März 1375 ist eine Urkunde über die Testamentsvollstreckung des Fridericus dictus Luilche ausgestellt, die zum Todestag 16. Februar passt. |
| 24. März            | Anna de Urburg                  | Necrologium Güntersthalense, in Monumenta Germaniae historica – Necologia Germania, Tomus I. S. 299  | |
| 30. März            | Guota de Urburg                 | Necrologium Güntersthalense, in Monumenta Germaniae historica Necologia Germania, Tomus I. S. 300    | vermutlich die Mutter der Guota von Urberg genannt Lülchin |
| 12. April           | Guota de Urberc dicta Lülchin   | Necrologium Güntersthalense, in Monumenta Germaniae historica – Necologia Germania, Tomus I. S. 301  | Ehefrau des Johannes Geben genannt Lülech |
| 25. April           | Methildis de Urberg             | Necrologium Güntersthalense, in Monumenta Germaniae historica – Necologia Germania, Tomus I. S. 301  | |
| 5. Mai              | Adelheidis de Urburg            | Necrologium Güntersthalense, in Monumenta Germaniae historica – Necologia Germania, Tomus I. S. 301  | |
| 9. August           | Anna Lülchin dicta de Totikoven | Necrologium Güntersthalense, in Monumenta Germaniae historica – Necologia Germania, Tomus I. S. 304  | Tochter der Guota von Urberg und des Johannes Geben genannt Lülech. Sie war verheiratet mit Oswald von Tottikofen und wurde deshalb auch „Osweldin“ genannt. |
| 29. August          | Adelheidis Lülchin              | Necrologium Güntersthalense, in Monumenta Germaniae historica – Necologia Germania, Tomus I. S. 305. | Tochter der Guota von Urberg und des Johannes Geben genannt Lülech |
| 9. September (1336) | Johannes Lülche                 | Necrologium Güntersthalense, in Monumenta Germaniae historica – Necologia Germania, Tomus I. S. 305  | vermutlich der Sohn der Guota von Urberg |
| 11. September       | Rudolfus de Urberg              | Necrologium Güntersthalense, in Monumenta Germaniae historica – Necologia Germania, Tomus I. S. 305  | |
| 28. Dezember        | Iohannes de Urberg              | Necrologium Güntersthalense, in Monumenta Germaniae historica – Necologia Germania, Tomus I. S. 309  | vermutlich der Prior des Klosters Oberried |

### Stammsitz
Ein Stammsitz ist für die Herren von Urberg nicht überliefert, doch ist anzunehmen, dass sie die nahe bei der Ortschaft Urberg gelegene Burg Bildstein auf dem Bildsteinfluh bewohnt hatten. Bereits früh wurden in der Gegend um Urberg Edelmetalle abgebaut. Diese Anlage wurde vermutlich ursprünglich zum Schutz des seit 1328 nachgewiesenen Silberbergbaus angelegt. Von der Burg ist nichts mehr zu finden, doch soll noch im 19. Jahrhundert reichlich Mauerwerk gestanden haben.
Etwas weiter im Albtal standen noch zwei weitere Burgen, über deren Erbauer Unklarheit herrscht. Dies sind die Iburg (Görwihl) und die ehemalige Burg auf dem Brühl bei Ibach, die Dietrich von Tiefenstein in eine Klosterzelle umfunktionierte, bevor er sie dem Kloster St. Georgen (Stein am Rhein) übertrug.

### Herrschaftsgebiet
Über ein Herrschaftsgebiet der Herren von Urberg ist nichts überliefert. Es ist nicht unwahrscheinlich, dass es mit dem Herrschaftsgebiet der Herren von Tiefenstein übereinstimmt. Grund für diese Annahme ist eine Urkunde von 1295, in der Hildebrand und Burchard von Tegerfelden die Vogtei zu Alpfen an ein anderes Geschlecht übertrugen, das zuvor in gleicher Weise Johannes von Urberg von ihnen zu Lehen hatte. Wahrscheinlich gehörten die tiefensteinischen Besitzungen zuvor den Herren von Tegerfelden, die sie in der ersten Hälfte des 13. Jahrhunderts an die Herren von Teufen verkauften.